# رودني هيوز
رودني هيوز (بالإنجليزية: Rodney Hughes)‏ هو سياسي أمريكي، ولد في 2 أغسطس 1925 بهارود في الولايات المتحدة، وتوفي في 19 نوفمبر 2005 بهانتسفيل في الولايات المتحدة. حزبياً، نشط في الحزب الجمهوري. وقد انتخب عضو مجلس نواب أوهايو.